# مثقال

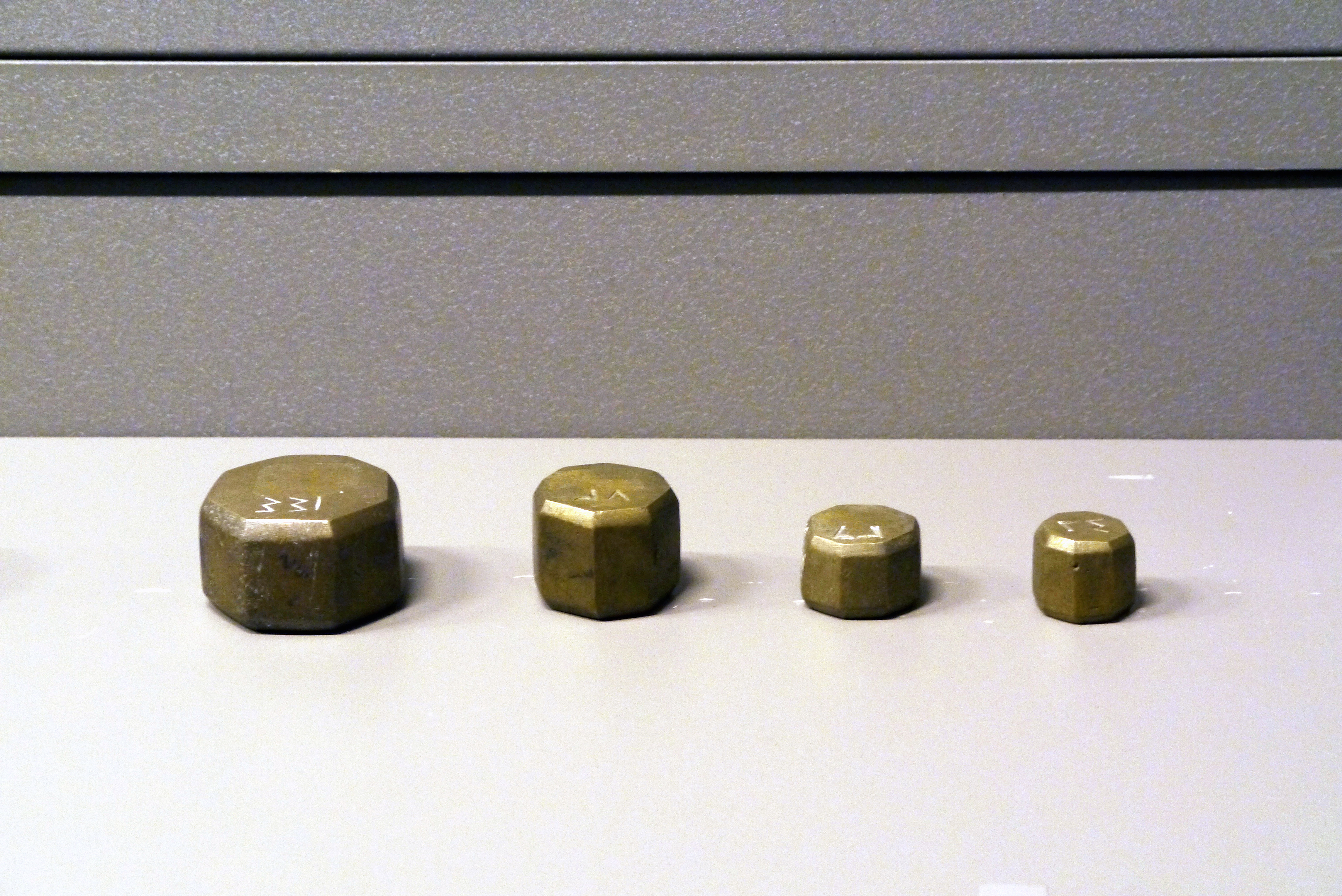
مثاقيل دراهم من مصر - القرن التاسع عشر الميلادي

وهو وحدة قياس وزن تعادل 4.25 غرام تقريبا، لكن يتم معادلته حاليا بوزن 5 غرامات لتسهيل الاستخدام كون هذا المقياس يستخدم عادة لقياس وزن الذهب كون الدينار الذهب الذي كان يستخدم في العصور الوسطى في العالم الإسلامي وأوروبا وغيرها وحتى مطلع القرن العشرين كان وزنه مثقالا من الذهب الصافي.